# Encefalopatía traumática crónica
La encefalopatía crónica traumática (antiguamente llamada demencia pugilística o “punch drunk syndrome”) es una enfermedad neurodegenerativa, que se produce principalmente por la presencia de lesiones cerebrales traumáticas repetitivas con o sin síntomas, incluyendo lesiones concusivas y sub-concusivas. Actualmente se ha documentado en atletas que realizan deportes de contacto, como por ejemplo boxeo, rugby, MMA, fútbol americano, hockey sobre hielo, practicantes de otras artes marciales y lucha libre, pero también puede afectar a víctimas de una explosión que sufren los efectos de una onda expansiva.

## Historia
Originalmente se denominó demencia pugilística debido a su asociación con el boxeo, porque la frecuencia de esta condición se relacionaba con la duración de la carrera de un boxeador, ya que la enfermedad comienza a manifestarse de 7 a 35 años después del inicio de la carrera. Esta patología fue descrita por primera vez por Corsellis en 1973 en una serie de casos de 15 boxeadores retirados. En 1928, Harrison Martland, un patólogo y médico forense, describió por primera vez el espectro clínico de anomalías encontradas en casi la mitad de los boxeadores que han estado en ese deporte lo suficiente.  Martland fue el primero en introducir el término “punch-drunk” debido a un conjunto de síntomas que aparecen como resultado de golpes repetitivos en la cabeza.
Por los años 1970, se habían estudiado patológicamente a un gran número de boxeadores con “demencia pugilística” para apoyar la conclusión de que esta forma de neurodegeneración era similar pero distinguible de otras causas de enfermedades neurodegenerativas. Como evidencia de las consecuencias clínicas y neuropatológicas relacionadas con traumatismos craneales leves repetitivos, se hizo evidente que este patrón de neurodegeneración no era exclusivo de boxeadores, por lo que se le empezó a denominar Encefalopatía Crónica Traumática, término que fue introducido por Miller y actualmente es el más utilizado. En la década de los 2000 el doctor Bennet Omalu (americano – nigeriano patólogo forense, psiquiatra y neuropatólogo) trabajó en el caso del jugador de fútbol americano Mike Webster quien había muerto de forma inesperada después de años de lucha contra un deterioro cognitivo e intelectual, abuso de drogas, depresión e intento de suicidio, luego de realizar análisis pagados por el mismo Dr. Bennet Omalu (dicho caso se encuentra representado en la película La verdad oculta protagonizada por Will Smith como Bennet Omalu), sospechó que Webster podría haber sufrido demencia pugilística. En el 2005, junto con sus colegas del Departamento de Patología de la Universidad de Pittsburgh, Omalu publicó sus hallazgos en la revista Neurocirugía, con el título de «Encefalopatía crónica traumática con un jugador de la NFL».

## Epidemiología y factores de riesgo
La concusión es el factor de riesgo más fuerte para el desarrollo de la ECT, en numerosos deportes de contacto. Se dice que de 1,6 a 3,8 millones de conmociones cerebrales relacionadas con el deporte se producen anualmente en los Estados Unidos. Alrededor de un 17% de pacientes que han sufrido conmociones cerebrales repetitivas a lo largo de su vida, han presentado ECT. Con respecto a los boxeadores se dice que la incidencia puede alcanzar hasta un 25%. El deporte que se juega, la posición que se utiliza dentro de cada disciplina puede ser relevante, por ejemplo los boxeadores reciben una mayor proporción de las fuerzas de rotación en la cabeza, mientras que los jugadores de fútbol americano reciben una mayor proporción de fuerzas lineales a la cabeza; esto porque la intensidad y el número de golpes es muy diferente, aunque se desconoce si un pequeño número de lesiones o un gran número pueden producir síntomas de ECT. La edad también puede tener cierta influencia en el desarrollo de ECT a futuro, porque a edades más tempranas el cerebro puede ser más vulnerable a lesiones. Por otra parte, el aumento de la plasticidad del cerebro joven puede estar en mejores condiciones para compensar las dificultades específicas como la disfunción del comportamiento. Las variaciones genéticas también pueden desempeñar un papel importante en la generación de ECT, uno de los genes que se cree que influye en la formación de ECT es el de la apolipoproteína E (APOE). El alelo APOE ε4, está presente en la enfermedad de Alzheimer y se cree que también puede aumentar el riesgo de ECT. Basado en la genética y las pruebas realizadas, 57% de los pacientes que han tenido traumas craneales a repetición, tienen el alelo APOE ε4.

## Síntomas y signos
Se describen tres etapas de deterioro clínico:
1. La primera etapa se caracteriza por trastornos afectivos y síntomas psicóticos.
2. Durante la segunda etapa aparecen la inestabilidad social, el comportamiento errático, la pérdida de la memoria y los síntomas iniciales del Parkinson.
3. La tercera etapa consiste en la disfunción cognitiva en general progresando a demencia y con frecuencia se acompaña en toda regla de Parkinsonismo, así como anomalías del habla y de la marcha.

Otros síntomas incluyen: disartria, disfagia, cefalea crónica, depresión, vértigo, sordera, disminución progresiva de movimientos musculares y alteraciones oculares tales como ptosis palpebral.
La gravedad de la enfermedad parece correlacionarse con la cantidad de tiempo dedicado al deporte de contacto y el número de lesiones traumáticas, aunque sea una sola lesión traumática puede desencadenar la aparición de ECT.

## Morfología patológica
Macroscópicamente: 
- Reducción del peso del cerebro: La reducción en el peso del cerebro es generalmente leve (media de 1261 gramos, rango: 950-1833) y asociados con la atrofia del lóbulo frontal (36%), lóbulo temporal (31%), lóbulo parietal (22%), y menos frecuente, lóbulo occipital (3%).
- Dilatación del ventrículo lateral y del tercer ventrículo, raramente hay dilatación del cuarto ventrículo.
- Adelgazamiento del cuerpo calloso.
- Cavum septum pelúcido con fenestraciones.
- Cicatrización y pérdida neuronal de las amígdalas cerebrales.
- Palidez de la sustancia negra y el locus cerúleo.
- Atrofia de los bulbos olfatorios, el tálamo, cuerpos mamilares, tronco cerebral y el cerebelo.
- Al aumentar la severidad de la enfermedad, la atrofia del hipocampo, corteza entorrinal y la amígdala pueden estar muy marcadas.

Microscópicamente:
- Pérdida neuronal y gliosis principalmente en el hipocampo, en la mayoría de los casos la corteza cerebral y la sustancia negra no tienen patología neurofibrilar apreciable. Comúnmente la pérdida neuronal y la gliosis están acompañadas de degeneración neurofibrilar, si la enfermedad sigue avanzando la pérdida neuronal puede apreciarse en la corteza insular y subcallosa.[6]
- Además se caracteriza por una hiperfosforilación anormal de tau con una gran cantidad de ovillos neurofibrilares (ONF), hilos neuropilo (HN) y ovillos gliales (OG). Los ovillos neurofibrilares están formados por una proteína llamada Tau.[5]

## Fisiopatología
Esta patología se caracteriza por la acumulación anormal de agregados de proteínas, principalmente la proteína Tau hiperfosforilada (p-tau).  La proteína Tau es una proteína asociada a microtúbulos, ésta se alinea en el interior de la célula nerviosa para estabilizarla y es importante para la regulación de la célula. En la ECT el cerebro empieza a degenerarse y ya que se deteriora se acumulan grandes cantidades de esta proteína para poder estabilizar a las células, este acúmulo de proteína tau se denomina ovillos neurofibrilares. En otras patologías neurodegenerativas, como la enfermedad de Alzheimer (EA), también hay acúmulos de esta proteína, pero no con el mismo patrón que en la ETC. Primero, en la ETC la proteína Tau se acumula principalmente en las láminas corticales más superficiales (II y III) mientras que en la Enfermedad de Alzheimer se distribuye en las grandes neuronas de proyección en las capas III y IV. Segundo, en la ECT la distribución de la proteína Tau es totalmente irregular, en gran medida limitada en focos desiguales en la corteza frontal, temporal e insular; a diferencia de la distribución más uniforme que se observa en la EA. Tercero, los ONF, HN y OG se encuentran en todo el lóbulo temporal medial, a menudo en densidades mayores que los encontrados en la EA severa, y también ocupan un lugar destacado en el diencéfalo, ganglios basales y tronco cerebral. Los ONF y los OG también se encuentran en la sustancia blanca subcortical. Por último, los ONF en la ECT son más densos en las profundidades de los surcos corticales y son típicamente perivasculares, lo que podría indicar que las interrupciones de la microvasculatura cerebral y de la barrera hematoencefálica que se producen al momento de una lesión traumática pueden formar un papel crítico en la formación de ONF. Aunque los mecanismos patológicos precisos que vinculan las lesiones cerebrales leves repetitivas con la formación de ONF no se conocen completamente, pueden involucrar una serie de Lesiones Axonales Difusas (LAD) producidas por el movimiento de trauma inicial y luego agravadas por lesiones traumáticas leves. Durante una lesión cerebral traumática el cerebro y la médula espinal se someten a deformación por cizallamiento, provocando una elongación transitoria de los axones. La LAD produce alteraciones en la permeabilidad de la membrana de los axones produciendo cambios iónicos que incluyen una entrada masiva de calcio y liberación de las caspasas y calpaínas que podrían dar lugar a la fosforilación de la proteína Tau, plegamiento, truncamiento y agregación, así como también descomposición del citoesqueleto con la disolución de los microtúbulos y neurofilamentos.

## Factores protectores
La más obvia forma de prevenir la aparición de ECT es evitar lesiones craneales traumáticas repetitivas. En deportes donde los golpes a la cabeza repetitivos son inevitables, se recomienda la gestión y evaluación de los efectos, porque puede ser de gran importancia para prevenir consecuencias a largo plazo. Se pueden introducir estrategias que disminuyan el número y severidad del trauma en la cabeza en este tipo de deportes de contacto, como por ejemplo limitar las prácticas de alto contacto, la aplicación de reglas de juego que disminuyan la probabilidad del trauma craneal  en forma repetida (eliminación de la posición de tres puntos en el fútbol), o el aumento del uso de protectores dirigidos a la absorción de la fuerza y por lo tanto disminuir el impacto al cerebro.

## Diagnóstico
Actualmente no hay un diagnóstico clínico definitivo para esta condición por la falta de especificidad sintomatológica que presenta la ECT, sin embargo, el examen histopatológico del cerebro en la autopsia es la modalidad diagnóstica definitiva. Se ha estado desarrollando la posibilidad de la utilización de la Tomografía de Emisión Positiva con Flúor 18 ([F18] FDDNP PET), para la caracterización en vivo de la ECT, es decir, para la detección de esta patología en el cerebro vivo.

## Tratamiento
El tratamiento para la ECT es sintomático. A medida que van apareciendo los síntomas, se va tratando cada uno con fármacos o terapias específicas.